# Teofilo Bruni
Teofilo Bruni detto anche Teofilo da Verona (Verona, 1569 – Vicenza, 1638) è stato un matematico, astronomo e presbitero italiano.

## Biografia
Frate cappuccino e sacerdote, era originario di Verona e inizialmente prese il nome di frate Raffaele, poi cambiato in Teofilo. Scrisse almeno due trattati in latino di matematica e astronomia e uno in volgare sulla costruzione degli orologi e di altri strumenti matematici.

## Opere
- Armonia astronomica e geometrica, Venezia, Giovanni Varisco & Varisco Varisco, 1622.
- Novo planisferio, o Astrolabio universale, Vicenza, Francesco Grossi, 1625.